# Copa CECAFA 2012

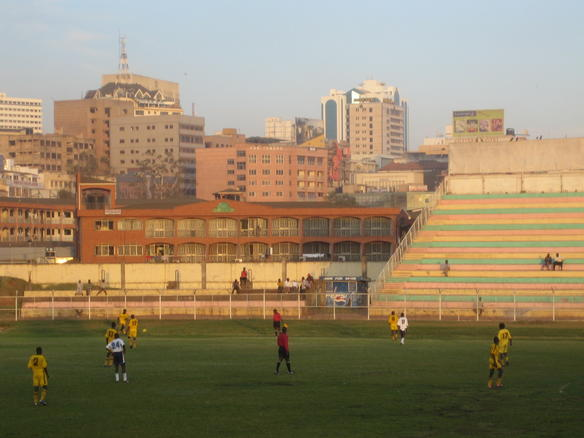
Imagen del Nakivubo Stadium, sede de dos partidos durante el torneo.

La Copa CECAFA 2012, llamada oficialmente 2012 CECAFA Tusker Challenge Cup debido al patrocinio de la empresa cervecera East African Breweries, fue la 36.ª edición de este torneo de fútbol a nivel de selecciones nacionales organizado por la CECAFA y que contó con la participación de 12 selecciones de África Central, África Oriental y África del Sur, teniendo como novedad la primera aparición de Sudán del Sur en su primer torneo.
Uganda venció a Kenia en la final disputada en Uganda para ganar el título por 13ª vez.

## Participantes
El sortero de los grupos del torneo originalmente se iba a hacer el 8 de noviembre, pero fue pospuesto por razones desconocidas. Botsuana, Camerún, Costa de Marfil, Zimbabue, Malaui y Zambia mostraron interés de participar en el torneo,. aunque el interés de Botsuana se cayó al final, mientras Camerún consideraba mandar a una selección sub-23. Costa de Marfil y Zambia obtuvieron la clasificación para la Copa Africana de Naciones 2013, por lo que fueron in-elegibles para participar en el torneo debido a que la CAF tenía prohibido que los equipos y selecciones nacionales participaran en torneos internacionales con menos de dos meses de diferencia entre los torneos. Etiopía también había clasificado para la Copa Africana de Naciones 2013, pero jugarían el torneo por ser miembros de la CECAFA, y el 6 de noviembre la Asociación de Fútbol de Malaui anunció que estaban invitados al torneo en sustitución de Yibuti, quien argumentó su ausencia por problemas administrativos.
La East African Breweries, patrocinador oficial del torneo, invirtió $450,000 en los gastos del torneo, incluyendo $30,000 para el ganador del torneo, $20,000 para los suubcampeones y $10,000 para el tercer lugar.

### Equipos confirmados
Estos son los equipos que aceptaron participar en el torneo:
| - Burundi - Etiopía - Eritrea - Kenia - Malaui (invitado) - Ruanda | - Somalia - Sudán del Sur - Sudán - Tanzania - Uganda (sede) - Zanzíbar |

### Oficiales
Los siguientes 16 jueces fueron elegidos por la CECAFA para participar en el torneo:

#### Árbitros centrales
| - Thierry Nkurunziza - Mensur Maeruf - Anthony Ogwayo - Louis Hakizimana | - Mohamed El Fadhil - Israel Mujuni - Dennis Batte - Ali Kalyango |

#### Jueces de línea
| - Mussie Kindie - Peter Sabatia - Ambroise Hakizimana - Omar Abukar | - Mohammed Idam - Klemence Erasmo - Mark Ssonko - Ali Kinduli |

## Fase de grupos

### Grupo A
| Nación        | G | E | P | GF | GC | GD | Pts |
| ------------- | - | - | - | -- | -- | -- | --- |
| Uganda        | 3 | 0 | 0 | 6  | 0  | +6 | 9   |
| Kenia         | 2 | 0 | 1 | 5  | 2  | +3 | 6   |
| Etiopía       | 1 | 0 | 2 | 2  | 4  | -2 | 3   |
| Sudán del Sur | 0 | 0 | 3 | 0  | 7  | -7 | 0   |

| Equipo 1      | Resultado | Equipo 2      |
| ------------- | --------- | ------------- |
| Etiopía       | 1–0       | Sudán del Sur |
| Uganda        | 1–0       | Kenia         |
| Sudán del Sur | 0–2       | Kenia         |
| Uganda        | 1–0       | Etiopía       |
| Kenia         | 3–1       | Etiopía       |
| Sudán del Sur | 0–4       | Uganda        |

### Grupo B
| Nación   | G | E | P | GF | GC | GD  | Pts |
| -------- | - | - | - | -- | -- | --- | --- |
| Burundi  | 3 | 0 | 0 | 7  | 1  | +6  | 9   |
| Tanzania | 2 | 0 | 1 | 9  | 1  | +8  | 6   |
| Sudán    | 1 | 0 | 2 | 1  | 3  | -2  | 3   |
| Somalia  | 0 | 0 | 3 | 1  | 13 | -12 | 0   |

| Equipo 1 | Resultado | Equipo 2 |
| -------- | --------- | -------- |
| Burundi  | 5–1       | Somalia  |
| Tanzania | 2–0       | Sudán    |
| Somalia  | 0–1       | Sudán    |
| Tanzania | 0–1       | Burundi  |
| Somalia  | 0–7       | Tanzania |
| Sudán    | 0–1       | Burundi  |

### Grupo C
| Nación   | G | E | P | GF | GC | GD | Pts |
| -------- | - | - | - | -- | -- | -- | --- |
| Ruanda   | 2 | 0 | 1 | 5  | 2  | +3 | 6   |
| Malaui   | 2 | 0 | 1 | 5  | 4  | +1 | 6   |
| Zanzíbar | 1 | 1 | 1 | 2  | 3  | -1 | 4   |
| Eritrea  | 0 | 1 | 2 | 2  | 5  | -3 | 1   |

| Equipo 1 | Resultado | Equipo 2 |
| -------- | --------- | -------- |
| Zanzíbar | 0–0       | Eritrea  |
| Ruanda   | 2–0       | Malaui   |
| Malaui   | 3–2       | Eritrea  |
| Ruanda   | 1–2       | Zanzíbar |
| Eritrea  | 0–2       | Ruanda   |
| Malaui   | 2–0       | Zanzíbar |

### Tabla de los terceros lugares
Así como los dos primeros lugares de cada grupo, los dos mejores terceros lugares de la fase de grupos clasifican a la ronda final, los cuales se determinan mediante la siguiente tabla.
| Nación   | G | E | P | GF | GC | GD | Pts |
| -------- | - | - | - | -- | -- | -- | --- |
| Zanzíbar | 1 | 1 | 1 | 2  | 3  | -1 | 4   |
| Etiopía  | 1 | 0 | 2 | 2  | 4  | -2 | 3   |
| Sudán    | 1 | 0 | 2 | 1  | 3  | -2 | 3   |

## Ronda final

### Llave
|  | Cuartos de final | Cuartos de final |        |          | Semifinales | Semifinales |  |        | Final | Final |  |
|  |                  |                  |        |          |             |             |  |        |       |       |  |
|  |                  |                  |        |          |             |             |  |        |       |       |  |
|  | Ruanda           | 0                |        |          |             |             |  |        |       |       |  |
|  | Ruanda           | 0                |        |          |             |             |  |        |       |       |  |
|  | Tanzania         | 2                |        |          |             |             |  |        |       |       |  |
|  | Tanzania         | 2                |        | Tanzania | 0           |             |  |        |       |       |  |
|  |                  |                  |        | Tanzania | 0           |             |  |        |       |       |  |
|  |                  |                  | Uganda | 3        |             |             |  |        |       |       |  |
|  | Uganda           | 2                | Uganda | 3        |             |             |  |        |       |       |  |
|  | Uganda           | 2                |        |          |             |             |  |        |       |       |  |
|  | Etiopía          | 0                |        |          |             |             |  |        |       |       |  |
|  | Etiopía          | 0                |        |          |             |             |  | Uganda | 2     |       |  |
|  |                  |                  |        |          |             |             |  | Uganda | 2     |       |  |
|  |                  |                  | Kenia  | 1        |             |             |  |        |       |       |  |
|  | Burundi          | 0 (5)            | Kenia  | 1        |             |             |  |        |       |       |  |
|  | Burundi          | 0 (5)            |        |          |             |             |  |        |       |       |  |
|  | Zanzíbar         | 0 (6)            |        |          |             |             |  |        |       |       |  |
|  | Zanzíbar         | 0 (6)            |        | Zanzíbar | 2 (2)       |             |  |        |       |       |  |
|  |                  |                  |        | Zanzíbar | 2 (2)       |             |  |        |       |       |  |
|  |                  |                  | Kenia  | 2 (4)    |             |             |  |        |       |       |  |
|  | Kenia            | 1                | Kenia  | 2 (4)    |             |             |  |        |       |       |  |
|  | Kenia            | 1                |        |          |             |             |  |        |       |       |  |
|  | Malaui           | 0                |        |          |             |             |  |        |       |       |  |
|  | Malaui           | 0                |        |          |             |             |  |        |       |       |  |
|  |                  |                  |        |          |             |             |  |        |       |       |  |

### Cuartos de final
Se jugaron los días 3 y 4 de diciembre.
| Equipo 1 | Resultado   | Equipo 2 |
| -------- | ----------- | -------- |
| Ruanda   | 0–2         | Tanzania |
| Uganda   | 2–0         | Etiopía  |
| Burundi  | 0–0 (5–6 p) | Zanzíbar |
| Kenia    | 1–0         | Malaui   |

### Semifinales
Se jugaron el día 6 de diciembre del 2012.
| Equipo 1 | Resultado   | Equipo 2 |
| -------- | ----------- | -------- |
| Tanzania | 0–3         | Uganda   |
| Zanzíbar | 2–2 (2–4 p) | Kenia    |

### Tercer lugar
| 8 de diciembre de 2012 | Tanzania                             | 1 – 1 (5 - 6 p) | Zanzíbar                   | Namboole Stadium, Kampala, Uganda                        |                                                          |
| 16:00 UTC+3            | Bocco 3' · Kazimoto 19' · Kiemba 86' | Reporte         | Morris 45' · Ab. Osman 85' | Asistencia: 70,986 espectadores Árbitro(s): Dennis Batte | Asistencia: 70,986 espectadores Árbitro(s): Dennis Batte |

### Final
| 8 de diciembre de 2012 | Uganda                                | 2 – 1   | Kenia                                | Namboole Stadium, Kampala, Uganda                              |                                                                |
| 18:00 UTC+3            | Ssentongo 28' · Okwi 41' · Kizito 90' | Reporte | Baraza 39' · Atudo 79' · Lavatsa 87' | Asistencia: 72,000 espectadores Árbitro(s): Thierry Nkurunziza | Asistencia: 72,000 espectadores Árbitro(s): Thierry Nkurunziza |

## Campeón
| Copa CECAFA 2012  |
| ----------------- |
| Bandera de Uganda |
| Uganda 13º Título |

## Premiación
- Mejor Jugador del Torneo:  Brian Umony
- Goleador:  Robert Ssentongo
- Mejor portero:  Hamza Muwonge[18]

## Posiciones finales
| Uganda                             | 6 | 0 | 0 | 13 | 1  | +12 | 18 |
| Kenia                              | 3 | 1 | 2 | 9  | 6  | +3  | 10 |
| Zanzíbar                           | 1 | 4 | 1 | 5  | 6  | -1  | 7  |
| Tanzania                           | 3 | 1 | 2 | 12 | 5  | +7  | 10 |
| Eliminados en los Cuartos de Final |   |   |   |    |    |     |    |
| Burundi                            | 3 | 1 | 0 | 7  | 1  | +6  | 10 |
| Ruanda                             | 2 | 0 | 2 | 5  | 4  | +1  | 6  |
| Malaui                             | 2 | 0 | 2 | 5  | 5  | 0   | 6  |
| Etiopía                            | 1 | 0 | 3 | 2  | 6  | -4  | 3  |
| Eliminados en la Fase de Grupos    |   |   |   |    |    |     |    |
| Sudán                              | 1 | 0 | 2 | 1  | 3  | -2  | 3  |
| Eritrea                            | 0 | 1 | 2 | 2  | 5  | -3  | 1  |
| Sudán del Sur                      | 0 | 0 | 3 | 0  | 7  | -7  | 0  |
| Somalia                            | 0 | 0 | 3 | 1  | 13 | -12 | 0  |